# Arnoglossus boops
Arnoglossus boops är en fiskart som först beskrevs av Hector, 1875.  Arnoglossus boops ingår i släktet Arnoglossus och familjen tungevarsfiskar. Inga underarter finns listade i Catalogue of Life.